# Thelotrema occlusum
Thelotrema occlusum är en lavart som beskrevs av Nyl. 1867. Thelotrema occlusum ingår i släktet Thelotrema och familjen Thelotremataceae.   Inga underarter finns listade i Catalogue of Life.